# Kontynentalne kwalifikacje w piłce siatkowej kobiet do Letnich Igrzysk Olimpijskich 2016
Kontynentalne kwalifikacje stanowią drugą szansę (po Pucharze Świata) dla drużyn zrzeszonych w federacjach Ameryki Północnej, Ameryki Południowej i Afryki na awans do turnieju olimpijskiego w piłce siatkowej mężczyzn na Letnich Igrzyskach Olimpijskich 2016.

## System rozgrywek
Afryka
Gospodarzem turnieju była stolica Kamerunu – Jaunde. Decyzja o tym, aby to Kamerun otrzymał prawo do organizacji tej imprezy, zapadła w stolicy Egiptu – Kairze 8 listopada 2015. Turniej był rozgrywany w dniach 12-16 lutego 2016. W turnieju udział brało siedem zespołów, które zostały  podzielone na dwie grupy. W grupie A 3 drużyny, w grupie B - 4 drużyny. Losowanie odbyło się 11 lutego 2016. Do półfinałów awansowały po dwa najlepsze zespoły z grup. Zwycięzca turnieju automatycznie zakwalifikował się do Letnich Igrzysk Olimpijskich 2016. Zespoły z drugiego i trzeciego miejsca wezmą udział w interkontynentalnym turnieju kwalifikacyjnym. 
Ameryka Północna
Cztery zespoły brały udział w turnieju grając systemem "każdy z każdym". Na igrzyska olimpijskie awansował zwycięzca zawodów. Zespół z drugiego miejsca weźmie udział w światowym turnieju kwalifikacyjnym, a zespół z trzeciej pozycji zagra w turnieju interkontynentalnym.
Ameryka Południowa
Pięć zespołów wziął udział w turnieju grając systemem "każdy z każdym". Na igrzyska olimpijskie awansował zwycięzca zawodów. Zespół z drugiego miejsca weźmie udział w światowym turnieju kwalifikacyjnym, a zespół z trzeciej pozycji zagra w turnieju interkontynentalnym.

## Afryka
Miejsce:  Palais des Sports, Jaunde
Data: 12-16 lutego 2016

### Grupa A
| Lp. | Drużyna | Mecze | Mecze   | Mecze   | Pkt | Sety | Sety | Sety  | Małe punkty | Małe punkty | Małe punkty |
| Lp. | Drużyna | M     | W (3:2) | P (2:3) | Pkt | wyg. | prz. | ratio | zdob.       | str.        | ratio       |
| --- | ------- | ----- | ------- | ------- | --- | ---- | ---- | ----- | ----------- | ----------- | ----------- |
| 1   | Kenia   | 2     | 2 (0)   | 0 (0)   | 6   | 6    | 1    | 6.000 | 170         | 139         | 1.223       |
| 2   | Kamerun | 2     | 1 (1)   | 1 (0)   | 2   | 4    | 5    | 0.800 | 193         | 196         | 0.985       |
| 3   | Tunezja | 2     | 0 (0)   | 2 (1)   | 1   | 2    | 6    | 0.333 | 161         | 189         | 0.852       |

Źródło: http://cavb.org/pagescom.php?option=pagedetail&id=485
Punktacja: 3:0 i 3:1 – 3 pkt; 3:2 – 2 pkt; 2:3 – 1 pkt; 1:3 i 0:3 – 0 pkt
Zasady ustalania kolejności: 1. liczba zwycięstw; 2. liczba punktów; 3. stosunek setów; 4. stosunek małych punktów; 5. bilans w bezpośrednich meczach
| Data  | Godzina | Drużyna 1 | Wynik | Drużyna 2 | Set 1 | Set 2 | Set 3 | Set 4 | Set 5 | Widzów | Raport |
| ----- | ------- | --------- | ----- | --------- | ----- | ----- | ----- | ----- | ----- | ------ | ------ |
| 12.02 | 18:00   | Kamerun   | 3:2   | Tunezja   | 25-20 | 25-20 | 28-30 | 21-25 | 15-6  | 2000   |        |
| 13.02 | 18:00   | Tunezja   | 0:3   | Kenia     | 20-25 | 17-25 | 23-25 |       |       | 1000   |        |
| 14.02 | 18:00   | Kenia     | 3:1   | Kamerun   | 25-22 | 25-23 | 20-25 | 25-9  |       | 4000   |        |

### Grupa B
| Lp. | Drużyna  | Mecze | Mecze   | Mecze   | Pkt | Sety | Sety | Sety  | Małe punkty | Małe punkty | Małe punkty |
| Lp. | Drużyna  | M     | W (3:2) | P (2:3) | Pkt | wyg. | prz. | ratio | zdob.       | str.        | ratio       |
| --- | -------- | ----- | ------- | ------- | --- | ---- | ---- | ----- | ----------- | ----------- | ----------- |
| 1   | Algieria | 3     | 3 (0)   | 0 (0)   | 9   | 9    | 1    | 9.000 | 243         | 189         | 1.286       |
| 2   | Egipt    | 3     | 2 (0)   | 1 (0)   | 6   | 7    | 3    | 2.333 | 237         | 193         | 1.228       |
| 3   | Botswana | 3     | 1 (1)   | 2 (0)   | 2   | 3    | 8    | 0.375 | 202         | 251         | 0.805       |
| 4   | Uganda   | 3     | 0 (0)   | 3 (1)   | 1   | 2    | 9    | 0.222 | 193         | 247         | 0.781       |

Źródło: http://cavb.org/pagescom.php?option=pagedetail&id=485
Punktacja: 3:0 i 3:1 – 3 pkt; 3:2 – 2 pkt; 2:3 – 1 pkt; 1:3 i 0:3 – 0 pkt
Zasady ustalania kolejności: 1. liczba zwycięstw; 2. liczba punktów; 3. stosunek setów; 4. stosunek małych punktów; 5. bilans w bezpośrednich meczach
| Data  | Godzina | Drużyna 1 | Wynik | Drużyna 2 | Set 1 | Set 2 | Set 3 | Set 4 | Set 5 | Widzów | Raport |
| ----- | ------- | --------- | ----- | --------- | ----- | ----- | ----- | ----- | ----- | ------ | ------ |
| 12.02 | 13:00   | Uganda    | 0:3   | Egipt     | 12-25 | 18-25 | 19-25 |       |       | 200    |        |
| 12.02 | 15:00   | Algieria  | 3:0   | Botswana  | 25-22 | 25-22 | 25-10 |       |       | 300    |        |
| 13.02 | 14:00   | Uganda    | 0:3   | Algieria  | 22-25 | 14-25 | 12-25 |       |       | 200    |        |
| 13.02 | 16:00   | Egipt     | 3:0   | Botswana  | 25-21 | 25-13 | 25-17 |       |       | 250    |        |
| 14.02 | 14:00   | Botswana  | 3:2   | Uganda    | 22-25 | 25-21 | 25-19 | 10-25 | 15-11 | 400    |        |
| 14.02 | 16:00   | Algieria  | 3:1   | Egipt     | 18-25 | 25-19 | 25-20 | 25-23 |       | 2500   |        |

### Mecz o 5. miejsce
| Data  | Godzina | Drużyna 1 | Wynik | Drużyna 2 | Set 1 | Set 2 | Set 3 | Set 4 | Set 5 | Widzów | Raport |
| ----- | ------- | --------- | ----- | --------- | ----- | ----- | ----- | ----- | ----- | ------ | ------ |
| 15.02 | 14:00   | Tunezja   | 2:3   | Botswana  | 22-25 | 22-25 | 25-17 | 25-15 | 10-15 | 1000   |        |

### Mecze o miejsca 1–4
|  |                      |           |           |                      |   |       |       |       |
|  | Półfinały            | Półfinały | Półfinały |                      |   | Finał | Finał | Finał |
|  | Półfinały            | Półfinały | Półfinały |                      |   | Finał | Finał | Finał |
|  | 15 lutego 2016 16:00 |           |           |                      |   |       |       |       |
|  |                      |           |           |                      |   |       |       |       |
|  | Kenia                | Kenia     | 2         |                      |   |       |       |       |
|  | Kenia                | Kenia     | 2         | 16 lutego 2016 18:00 |   |       |       |       |
|  | Egipt                | Egipt     | 3         |                      |   |       |       |       |
|  | Egipt                | Egipt     | 3         |                      |   | Egipt | Egipt | 2     |
|  | 15 lutego 2016 18:00 |           |           |                      |   | Egipt | Egipt | 2     |
|  |                      |           | Kamerun   | Kamerun              | 3 |       |       |       |
|  | Algieria             | Algieria  | Kamerun   | Kamerun              | 3 | 0     |       |       |
|  | Algieria             | Algieria  |           |                      |   |       |       |       |
|  | Kamerun              | Kamerun   | 3         |                      |   |       |       |       |
|  | Kamerun              | Kamerun   | 3         | Mecz o 3. miejsce    |   |       |       |       |
|  |                      |           |           |                      |   |       |       |       |
|  | 16 lutego 2016 16:00 |           |           |                      |   |       |       |       |
|  |                      |           |           |                      |   |       |       |       |
|  | Kenia                | Kenia     | 3         |                      |   |       |       |       |
|  | Kenia                | Kenia     | 3         |                      |   |       |       |       |
|  | Algieria             | Algieria  | 0         |                      |   |       |       |       |
|  | Algieria             | Algieria  | 0         |                      |   |       |       |       |

### Półfinały
| Data  | Godzina | Drużyna 1 | Wynik | Drużyna 2 | Set 1 | Set 2 | Set 3 | Set 4 | Set 5 | Widzów | Raport |
| ----- | ------- | --------- | ----- | --------- | ----- | ----- | ----- | ----- | ----- | ------ | ------ |
| 15.02 | 16:00   | Kenia     | 2:3   | Egipt     | 22-25 | 26-24 | 25-16 | 20-25 | 17-19 | 2000   |        |
| 15.02 | 18:00   | Algieria  | 0:3   | Kamerun   | 20-25 | 17-25 | 17-25 |       |       | 3000   |        |

### Mecz o 3. miejsce
| Data  | Godzina | Drużyna 1 | Wynik | Drużyna 2 | Set 1 | Set 2 | Set 3 | Set 4 | Set 5 | Widzów | Raport |
| ----- | ------- | --------- | ----- | --------- | ----- | ----- | ----- | ----- | ----- | ------ | ------ |
| 16.02 | 16:00   | Kenia     | 3:0   | Algieria  | 25-19 | 25-21 | 26-24 |       |       | 1500   |        |

### Finał
| Data  | Godzina | Drużyna 1 | Wynik | Drużyna 2 | Set 1 | Set 2 | Set 3 | Set 4 | Set 5 | Widzów | Raport |
| ----- | ------- | --------- | ----- | --------- | ----- | ----- | ----- | ----- | ----- | ------ | ------ |
| 16.02 | 18:00   | Egipt     | 2:3   | Kamerun   | 14-25 | 27-25 | 25-21 | 23-25 | 7-15  | 4000   |        |

### Klasyfikacja końcowa
| Miejsce | Zespół   |
| ------- | -------- |
| 1       | Kamerun  |
| 2       | Egipt    |
| 3       | Kenia    |
| 4       | Algieria |
| 5       | Botswana |
| 6       | Tunezja  |
| 7       | Uganda   |

|  | Kwalifikacja na Igrzyska Olimpijskie 2016                      |
|  | Kwalifikacja do interkontynentalnego turnieju kwalifikacyjnego |

## Ameryka Północna

### Tabela
| Lp. | Drużyna           | Mecze | Mecze | Mecze | Pkt | Małe punkty | Małe punkty | Małe punkty | Sety | Sety | Sety  |
| Lp. | Drużyna           | M     | W     | P     | Pkt | zdob.       | str.        | ratio       | wyg. | prz. | ratio |
| --- | ----------------- | ----- | ----- | ----- | --- | ----------- | ----------- | ----------- | ---- | ---- | ----- |
| 1   | Stany Zjednoczone | 3     | 3     | 0     | 14  | 249         | 173         | 1.439       | 9    | 1    | 9.000 |
| 2   | Dominikana        | 3     | 2     | 1     | 8   | 248         | 246         | 1.008       | 6    | 5    | 1.200 |
| 3   | Portoryko         | 3     | 1     | 2     | 7   | 232         | 258         | 0.899       | 5    | 6    | 0.833 |
| 4   | Kanada            | 3     | 0     | 3     | 1   | 203         | 258         | 0.787       | 1    | 9    | 0.111 |

Źródło: the-sports.org
Punktacja: 3:0 – 5 pkt, 3:1 – 4 pkt, 3:2 – 3 pkt, 2:3 – 2 pkt, 1:3 – 1 pkt, 0:3 – 0 pkt
Zasady ustalania kolejności: 1. liczba zwycięstw; 2. liczba punktów; 3. stosunek małych punktów; 4. stosunek setów; 5. bilans w bezpośrednich meczach

### Wyniki spotkań
| Data  | Godzina | Drużyna 1         | Wynik | Drużyna 2  | Set 1 | Set 2 | Set 3 | Set 4 | Set 5 | Widzów | Raport |
| ----- | ------- | ----------------- | ----- | ---------- | ----- | ----- | ----- | ----- | ----- | ------ | ------ |
| 8.01  | 00:00   | Dominikana        | 3:1   | Portoryko  | 17-25 | 25-13 | 25-23 | 25-23 |       | 3 041  |        |
| 8.01  | 02:00   | Stany Zjednoczone | 3:0   | Kanada     | 25-18 | 25-18 | 25-15 |       |       | 6 322  |        |
| 9.01  | 00:00   | Kanada            | 1:3   | Dominikana | 27-25 | 16-25 | 24-26 | 20-25 |       | 3 000  |        |
| 9.01  | 02:00   | Stany Zjednoczone | 3:1   | Portoryko  | 25-14 | 24-26 | 25-12 | 25-14 |       | 6 501  |        |
| 10.01 | 00:00   | Portoryko         | 3:0   | Kanada     | 32-30 | 25-17 | 25-20 |       |       | 4 256  |        |
| 10,01 | 02:00   | Stany Zjednoczone | 3:0   | Dominikana | 25-19 | 25-19 | 25-18 |       |       | 10 213 |        |

### Klasyfikacja końcowa
| Miejsce | Zespół            |
| ------- | ----------------- |
| 1       | Stany Zjednoczone |
| 2       | Dominikana        |
| 3       | Portoryko         |
| 4       | Kanada            |

|  | Kwalifikacja na igrzyska olimpijskie                           |
|  | Kwalifikacja do światowego turnieju kwalifikacyjnego           |
|  | Kwalifikacja do interkontynentalnego turnieju kwalifikacyjnego |

## Ameryka Południowa

### Tabela
| Lp. | Drużyna   | Mecze | Mecze   | Mecze   | Pkt | Sety | Sety | Sety   | Małe punkty | Małe punkty | Małe punkty |
| Lp. | Drużyna   | M     | W (3:2) | P (2:3) | Pkt | wyg. | prz. | ratio  | zdob.       | str.        | ratio       |
| --- | --------- | ----- | ------- | ------- | --- | ---- | ---- | ------ | ----------- | ----------- | ----------- |
| 1   | Argentyna | 4     | 4 (0)   | 0 (0)   | 12  | 12   | 1    | 12.000 | 318         | 231         | 1.377       |
| 2   | Peru      | 4     | 3 (0)   | 1 (0)   | 9   | 9    | 3    | 3.000  | 297         | 252         | 1.179       |
| 3   | Kolumbia  | 4     | 2 (1)   | 2 (0)   | 5   | 6    | 9    | 0.667  | 332         | 334         | 0.994       |
| 4   | Wenezuela | 4     | 1 (0)   | 3 (1)   | 4   | 6    | 9    | 0.667  | 315         | 314         | 1.003       |
| 5   | Chile     | 4     | 0 (0)   | 4 (0)   | 0   | 1    | 12   | 0.083  | 193         | 321         | 0.601       |

Źródło: the-sports.org
Punktacja: 3:0 i 3:1 – 3 pkt; 3:2 – 2 pkt; 2:3 – 1 pkt; 1:3 i 0:3 – 0 pkt
Zasady ustalania kolejności: 1. liczba zwycięstw; 2. liczba punktów; 3. stosunek setów; 4. stosunek małych punktów; 5. bilans w bezpośrednich meczach

### Wyniki spotkań
| Data  | Godzina | Drużyna 1 | Wynik | Drużyna 2 | Set 1 | Set 2 | Set 3 | Set 4 | Set 5 | Widzów | Raport |
| ----- | ------- | --------- | ----- | --------- | ----- | ----- | ----- | ----- | ----- | ------ | ------ |
| 6.01  | 19:00   | Kolumbia  | 3:2   | Wenezuela | 25-14 | 15-25 | 21-25 | 25-17 | 17-15 |        |        |
| 6.01  | 23:00   | Chile     | 0ː3   | Argentyna | 10-25 | 15-25 | 14-25 |       |       |        |        |
| 7.01  | 20:00   | Chile     | 0:3   | Peru      | 10-25 | 13-25 | 10-25 |       |       |        |        |
| 7.01  | 23:00   | Wenezuela | 1:3   | Argentyna | 18-25 | 16-25 | 25-17 | 18-25 |       |        |        |
| 8.01  | 20:00   | Wenezuela | 3:0   | Chile     | 25-22 | 25-13 | 25-9  |       |       |        |        |
| 8.01  | 23:00   | Peru      | 3:0   | Kolumbia  | 30-28 | 25-22 | 25-22 |       |       |        |        |
| 9.01  | 18:00   | Peru      | 3:0   | Wenezuela | 25-23 | 25-22 | 25-22 |       |       |        |        |
| 9.01  | 21:00   | Argentyna | 3:0   | Kolumbia  | 25-20 | 26-24 | 25-17 |       |       |        |        |
| 10.01 | 18:00   | Kolumbia  | 3:1   | Chile     | 25-17 | 21-25 | 25-19 | 25-16 |       |        |        |
| 10.01 | 21:00   | Argentyna | 3:0   | Peru      | 25-20 | 25-20 | 25-14 |       |       |        |        |

### Klasyfikacja końcowa
| Miejsce | Zespół    |
| ------- | --------- |
| 1       | Argentyna |
| 2       | Peru      |
| 3       | Kolumbia  |
| 4       | Wenezuela |
| 5       | Chile     |

|  | Kwalifikacja na igrzyska olimpijskie                           |
|  | Kwalifikacja do światowego turnieju kwalifikacyjnego           |
|  | Kwalifikacja do interkontynentalnego turnieju kwalifikacyjnego |